# John R. Ramsey

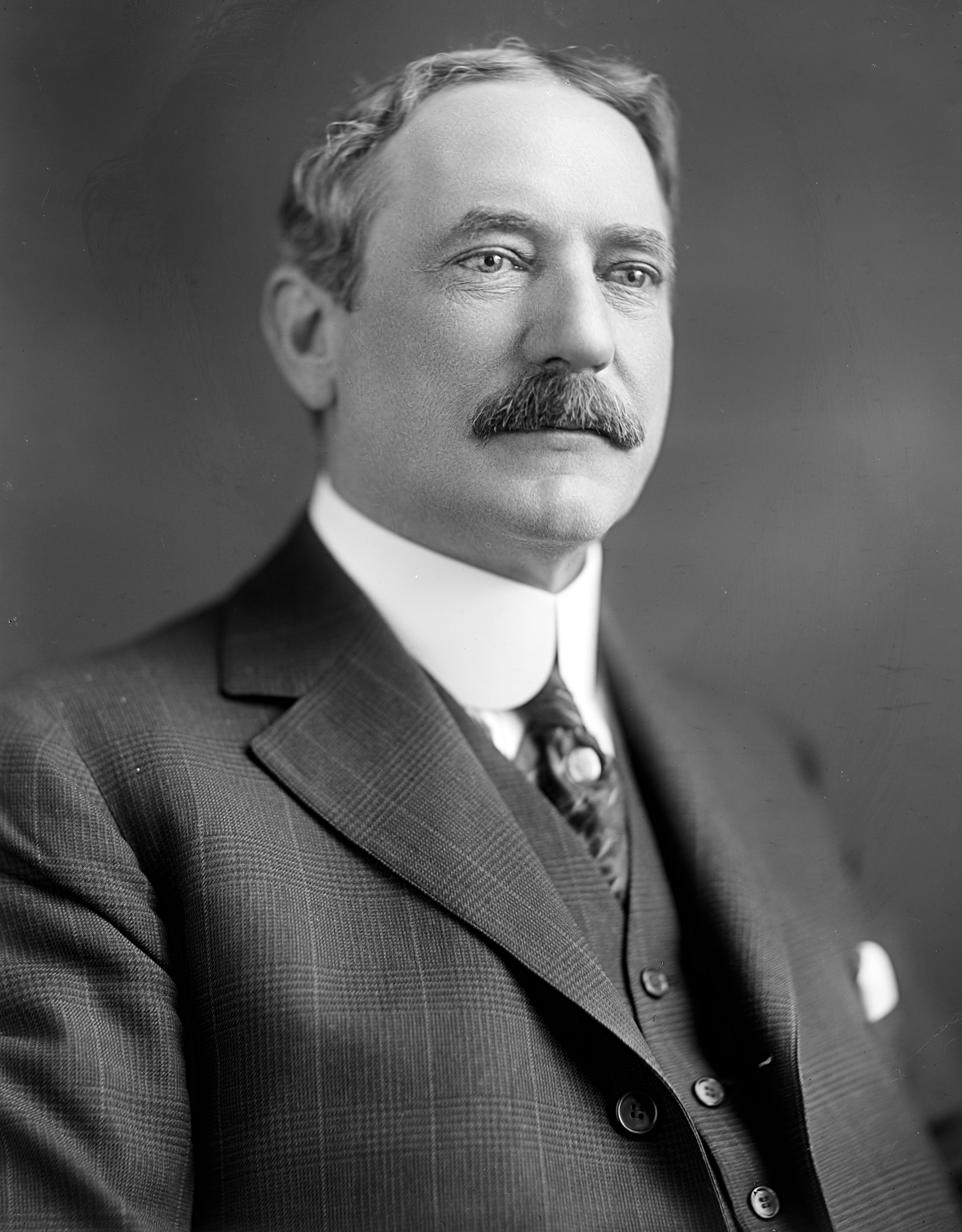
John R. Ramsey

John Rathbone Ramsey (* 25. April 1862 in Wyckoff, New Jersey; † 10. April 1933 in Hackensack, New Jersey) war ein US-amerikanischer Politiker. Zwischen 1917 und 1921 vertrat er den Bundesstaat New Jersey im US-Repräsentantenhaus.

## Werdegang
John Ramsey besuchte sowohl öffentliche als auch private Schulen in Parkersburg (West Virginia), wo er zwischen 1872 und 1879 lebte. Nach einem anschließenden Jurastudium und seiner 1883 erfolgten Zulassung als Rechtsanwalt begann er in Hackensack in diesem Beruf zu arbeiten. Zwischen 1895 und 1910 war er als Clerk bei der Verwaltung im Bergen County angestellt. Gleichzeitig schlug er als Mitglied der Republikanischen Partei eine politische Laufbahn ein. Im Jahr 1908 war Ramsey Delegierter zur Republican National Convention in Chicago, auf der William Howard Taft als Präsidentschaftskandidat nominiert wurde. Von 1909 bis zu seinem Tod leitete er die Firma Hackensack Brick Co., die Ziegelsteine herstellte. Außerdem war Ramsey Direktor verschiedener Banken.
Bei den Kongresswahlen des Jahres 1916 wurde er im sechsten Wahlbezirk von New Jersey in das US-Repräsentantenhaus in Washington, D.C. gewählt, wo er am 4. März 1917 die Nachfolge von Archibald C. Hart antrat. Nach einer Wiederwahl konnte er bis zum 3. März 1921 zwei Legislaturperioden im Kongress absolvieren. In diese Zeit fiel der Erste Weltkrieg. In den Jahren 1919 und 1920 wurden der 18. und der 19. Verfassungszusatz ratifiziert. Dabei ging es um das Verbot des Handels mit alkoholischen Getränken bzw. die bundesweite Einführung des Frauenwahlrechts.
1920 wurde John Ramsey von seiner Partei nicht mehr zur Wiederwahl nominiert. In den folgenden Jahren widmete er sich weiter der Leitung seiner Firma im Ziegelbau. Er starb am 10. April 1933 in Hackensack, wo er auch beigesetzt wurde.